# 원묵중학교
원묵중학교(元墨中學校)는 대한민국 서울특별시 중랑구 묵동에 있는 공립 중학교이다.

## 학교 연혁
- 1996년 1월 6일 : 원묵중학교 설립 인가
- 1996년 2월 9일 : 신입생 12학급 배정
- 1996년 3월 1일 : 명노한 초대 교장 취임
- 1996년 3월 2일 : 제1회 입학식(458명), 12학급(남 6, 여 6)
- 1999년 2월 12일 : 제1회 졸업식(509명)
- 2020년 9월 1일 : 제11대 이선규 교장 취임
- 2022년 1월 16일 : 제24회 졸업식(309명) 총 10,011명
- 2022년 3월 2일 : 제27회 입학식(269명)

## 참고 자료
- 원묵중학교 - 한국교육학술정보원 학교알리미